# Clara Frijs (pera)
 'Clara Frijs' es un cultivar moderno de pera europea Pyrus communis. Un híbrido de pera de parentales desconocidos. Criado mediados del siglo XIX en Stensved en el sur de Zelanda (Dinamarca). Las frutas tienen una pulpa muy jugosa y dulce con un buen sabor.

## Origen
La variedad de pera 'Clara Frijs' es una variedad antigua originaria de Dinamarca. Descrito por primera vez por J.A. Bentzien en el "Danish Garden Journal" en 1858. Las frutas tienen una pulpa muy jugosa y dulce con un buen sabor.
'Clara Frijs' está cultivada en diversos bancos de germoplasma de cultivos vivos tales como en National Fruit Collection (Colección Nacional de Fruta) de Reino Unido con el número de accesión: 1958 - 019 y Nombre Accesión : Clara Frijs.

## Características
'Clara Frijs' árbol de extensión erguida, de vigor moderadamente vigoroso. Está en el "grupo de floración 4", tiene un tiempo de floración que comienza a partir del 22 de abril con el 10% de floración, para el 27 de abril tiene una floración completa (80%), y para el 5 de mayo tiene un 90% caída de pétalos.
'Clara Frijs' tiene una talla de fruto medio; forma cónica, con un peso promedio de 130,00 g; con nervaduras débiles; piel gruesa; epidermis con color de fondo amarillo, con un sobre color ausente, importancia del sobre color ausente, y patrón del sobre color ausente, presentando a veces con un ligero rubor rosado, más como una mancha de colorete, las lenticelas con cientos de puntos grises puntiagudos, "russeting" (pardeamiento áspero superficial que presentan algunas variedades) ausente / bajo (0-25%); cáliz medio y abierto, ubicado en una cuenca de profundidad media; pedúnculo de una longitud medio, con un ángulo recto / oblicuo, con una curva ausente, y un grosor medio; carne de color blanco, pulpa aromática mantecosa es firme pero no crujiente sin células de arenilla. Jugoso pero no goteando.
El "russeting" (pardeamiento áspero superficial que presentan algunas variedades), es más o menos importante dependiendo de las condiciones climáticas.
Su tiempo de recogida de cosecha se inicia a finales de septiembre. Se mantiene bien durante un mes en cámara frigorífica.

### Recogida
Se practica del 20 de septiembre al 10 de octubre, con diferencias debido a situaciones más o menos nórdicas.
Para injertar los perales, uno puede usar como portainjerto un membrillo de Provenza.
La producción se verá favorecida por la presencia de variedades polinizadoras como las peras 'Bartlett', 'Beth', 'Fondante d'Automne', 'Gorham', 'Louise Bonne of Jersey', 'Merton Pride', 'Packham's Triumph', y 'Winter Nelis'.